# Station Weeton
Weeton is een spoorwegstation van National Rail in Huby, Harrogate in Engeland. Het station is eigendom van Network Rail en wordt beheerd door Northern Rail. 